# Badminton-Junioreneuropameisterschaft 1977
Die Badminton-Junioreneuropameisterschaft 1977 fand vom 9. bis zum 14. April 1977 in Ta’ Qali statt.

## Medaillengewinner
| Disziplin    | Gold | Silber | Bronze                                                                                   |
| ------------ | --- | --- | ---------------------------------------------------------------------------------------- |
| Herreneinzel | Andy Goode                                                                                                   | Kevin Jolly | Göran Carlsson                                                                           |
| Herreneinzel | Andy Goode                                                                                                   | Kevin Jolly | Ulf Johansson                                                                            |
| Dameneinzel  | Karen Bridge                                                                                                 | Kirsten Meier | Agnethe Juul                                                                             |
| Dameneinzel  | Karen Bridge                                                                                                 | Kirsten Meier | Carina Andersson                                                                         |
| Herrendoppel | Jesper Toftlund Niels Christensen                                                                            | Kevin Jolly Nigel Tier | Nils Hansen Jan Hammergaard Hansen                                                       |
| Herrendoppel | Jesper Toftlund Niels Christensen                                                                            | Kevin Jolly Nigel Tier | Ulf Johansson Göran Carlsson                                                             |
| Damendoppel  | Karen Bridge Karen Puttick                                                                                   | Pamela Hamilton Joy Reid | Linda Gardner Jill Crombie                                                               |
| Damendoppel  | Karen Bridge Karen Puttick                                                                                   | Pamela Hamilton Joy Reid | Bente Terkelsen Charlotte Pilgaard                                                       |
| Mixed        | Nigel Tier Karen Puttick                                                                                     | Kevin Jolly Karen Bridge | Jan Hammergaard Hansen Kirsten Meier                                                     |
| Mixed        | Nigel Tier Karen Puttick                                                                                     | Kevin Jolly Karen Bridge | Jesper Toftlund Karen Kiil                                                               |
| Mannschaften | England Andy Goode Kevin Jolly Gary Reeve Nigel Tier Karen Bridge C. J. Bairstow Gillian Clark Karen Puttick | Dänemark Niels Christensen Jan Hammergaard Hansen Niels Hansen Jens Hinrichsen Jesper Toftlund Agnethe Juul Karen Kiil Bettina Kristensen Kirsten Meier | Schweden Göran Carlsson Ulf Johansson Allan Pettersson Carina Andersson Ann-Sofi Bergman |

## Resultate

### Halbfinale
| Disziplin    | Sieger                            | Finalist                             | Ergebnis            |
| ------------ | --------------------------------- | ------------------------------------ | ------------------- |
| Herreneinzel | Kevin Jolly                       | Göran Carlsson                       | 15–5, 15–10         |
| Herreneinzel | Andy Goode                        | Ulf Johansson                        | 11–15, 15–12, 17–14 |
| Dameneinzel  | Kirsten Meier                     | Agnethe Juul                         | 11–8, 2–11, 11–8    |
| Dameneinzel  | Karen Bridge                      | Carina Andersson                     | 11–7, 11–4          |
| Herrendoppel | Kevin Jolly Nigel Tier            | Jan Hammergaard Hansen Niels Hansen  | 15–8, 15–12         |
| Herrendoppel | Jesper Toftlund Niels Christensen | Göran Carlsson Ulf Johansson         | 17–14, 15–3         |
| Damendoppel  | Karen Bridge Karen Puttick        | Jill Crombie Linda Gardner           | 17–15, 15–8         |
| Damendoppel  | Joy Reid Pamela Hamilton          | Bente Terkelsen Charlotte Pilgaard   | 15–12, 15–8         |
| Mixed        | Kevin Jolly Karen Bridge          | Jan Hammergaard Hansen Kirsten Meier | 15–6, 15–11         |
| Mixed        | Nigel Tier Karen Puttick          | Jesper Toftlund Karen Kiil           | 15–5, 15–9          |

### Finale
| Disziplin    | Sieger                            | Finalist                 | Ergebnis   |
| ------------ | --------------------------------- | ------------------------ | ---------- |
| Herreneinzel | Andy Goode                        | Kevin Jolly              | w.o.       |
| Dameneinzel  | Karen Bridge                      | Kirsten Meier            | 11–8, 11–3 |
| Herrendoppel | Jesper Toftlund Niels Christensen | Kevin Jolly Nigel Tier   | w.o.       |
| Damendoppel  | Karen Bridge Karen Puttick        | Joy Reid Pamela Hamilton | 15–4, 15–5 |
| Mixed        | Nigel Tier Karen Puttick          | Kevin Jolly Karen Bridge | w.o.       |

## Mannschaften

### Endstand
- 1.  England
- 2.  Dänemark
- 3.  Schweden
- 4.  Deutschland
- 5.  Schottland
- 6.  Sowjetunion
- 7.  Niederlande
- 8.  Norwegen
- 9.  Österreich
- 10.  Irland
- 11.  Malta